# Liste des longs métrages australiens proposés à l'Oscar du meilleur film international
Cet article présente la liste des longs métrages australiens proposés à l'Oscar du meilleur film international depuis 1997, lors de la 69e cérémonie des Oscars. L'Australie a ainsi proposé neuf films pour concourir dans cette catégorie ; aucun n'a reçu de nomination ou de prix.
L'Academy of Motion Picture Arts and Sciences (AMPAS) qui remet les Oscars du cinéma invite depuis 1957 les industries cinématographiques de tous les pays du monde à proposer le meilleur film de l'année pour concourir à l'Oscar du meilleur film en langue étrangère (autre que l'anglais). Le comité du prix supervise le processus et valide les films soumis. Par la suite, un vote à bulletin secret détermine les cinq nommés dans la catégorie, avant que le film lauréat ne soit élu par l'ensemble des membres de l'AMPAS, et que l'Oscar ne soit décerné lors de la cérémonie annuelle.
Les films australiens soumis à l'Academy of Motion Picture Arts and Sciences sont sélectionnés par un comité de l'industrie cinématographique organisé par Screen Australia.

## Films proposés
En tant que pays anglophone, l'Australie concourt habituellement dans les catégories principales des Oscars. Les films en langue autre que l'anglais proposés par l'Australie traitent régulièrement de l'immigration (Floating Life, La spagnola, The Home Song Stories) et de la condition des Aborigènes (10 canoës, Samson et Delilah, Charlie's Country) dans le pays. 10 canoës est par ailleurs le premier film jamais réalisé entièrement en langage aborigène.
| Année | Titre utilisé pour la nomination | Titre original / français          | Langue                       | Réalisateur(s)        | Résultat        |
| ----- | -------------------------------- | ---------------------------------- | ---------------------------- | --------------------- | --------------- |
| 1997  | Floating Life                    | Fu sheng                           | Cantonais, anglais, allemand | Clara Law             | Non nommé       |
| 2002  | La Spagnola                      |                                    | Espagnol, anglais, italien   | Steve Jacobs          | Non nommé       |
| 2007  | Ten Canoes                       | 10 canoës, 150 lances et 3 épouses | Yolngu, gunwinggu, anglais   | Rolf de Heer          | Non nommé       |
| 2008  | The Home Song Stories            |                                    | Cantonais, mandarin, anglais | Tony Ayres            | Non nommé       |
| 2010  | Samson and Delilah               | Samson et Delilah                  | Warlpiri, anglais            | Warwick Thornton      | Pré-sélectionné |
| 2013  | Lore                             |                                    | Allemand                     | Cate Shortland        | Non nommé       |
| 2014  | The Rocket                       |                                    | Lao                          | Kim Mordaunt (en)     | Non nommé       |
| 2015  | Charlie's Country                |                                    | Yolngu                       | Rolf de Heer          | À déterminer    |
| 2016  | Arrows of the Thunder Dragon     |                                    | Dzongkha                     | Greg Sneddon (en)     | À déterminer    |
| 2017  | Tanna                            |                                    | Tanna du Sud-Ouest           | Bentley Dean (en)     | Non nommé       |
| 2018  | The Space Between                |                                    | Italien                      | Ruth Borgobello (en)  | Non nommé       |
| 2019  | Jirga                            |                                    | Pachto, anglais              | Benjamin Gilmour (en) | Non nommé       |
| 2020  | Buoyancy                         |                                    | Khmer, thaï, isan            | Rodd Rathjen (en)     | Non nommé       |
| 2022  | When Pomegranates Howl           |                                    | Persan                       | Granaz Moussavi (en)  | Non nommé       |
| 2023  | You Won't Be Alone               |                                    | Macédonien                   | Goran Stolevski       | Non nommé       |
| 2024  | Shayda                           |                                    | Persan, anglais              | Noora Niasari         | Non nommé       |